# Voláč

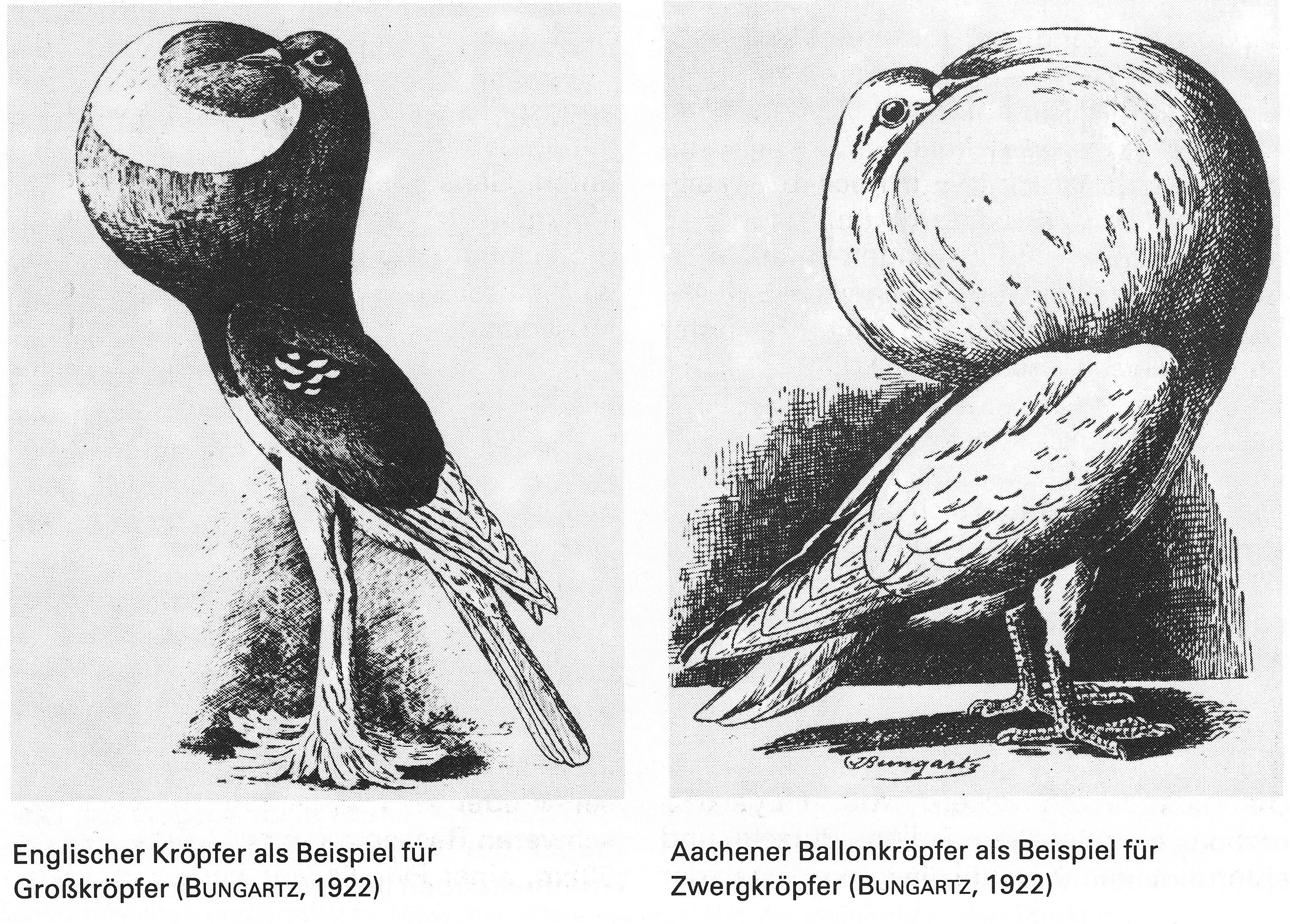
Vlevo anglický voláč, velké plemeno voláčů, vpravo cášský voláč, malé plemeno

Voláč je holub domácí, vyznačující se výrazným, dlouhodobým nafouknutím volete. Tento znak, tzv. volatost, vznikl z nafukování volete při toku, u voláčů byla tato vlastnost cílevědomým šlechtěním zvýrazněna a voláč zadržuje vzduch ve voleti téměř neustále. Plemena voláčů jsou v České republice oblíbená a na výstavách jsou zastoupena až ze 30 %.
Voláči jsou vyhraněnou a poměrně početnou plemennou skupinou holubů. V seznamu plemen EE je voláčům vyhrazena číselná řada 0300.
U holubů je volatost výraznější než u holubic, výletci začínají nafukovat vole s nástupem pohlavního dospívání. Mezi voláče se řadí jak malí, jemní holubi, tak plemena velká až obří. Bývají to krotcí holubi. Většina plemen voláčů je čistě okrasnými plemeny, jiná, která vychází z původního selského užitkového voláče, se mohou uplatnit i v užitkově okrasném kombinovaném chovu.
Jednotlivá plemena voláčů se mezi sebou liší tvarem i velikostí nafouknutého volete, velikostí těla, výškou nohou či opeřením běháků. Podle těchto znaků se dělí do několika podskupin.

## Rozdělení plemen voláčů

### Podle velikosti

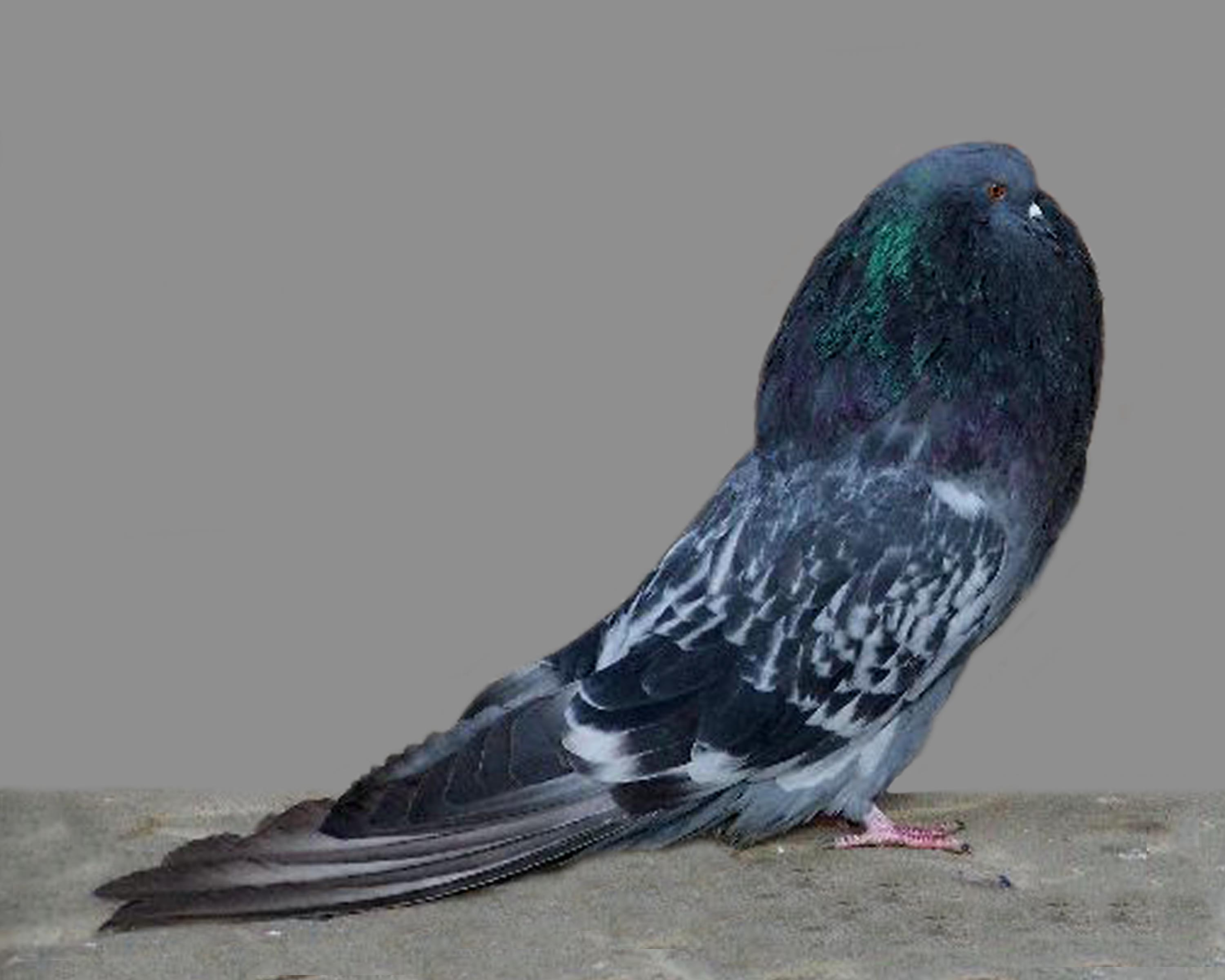
Staroněmecký voláč, velké krátkonohé plemeno

Mezi velké voláče patří především okrasná plemena, voláč anglický, hanácký, francouzský, pomořanský či staroholandský, voláč sedlatý rousný, staroněmecký a maďarský voláč, největší z voláčů a prakticky i největší holubí plemeno vůbec. Jeho rozpětí křídel činí 100-130 cm při délce těla 50-55 cm.
Skupina středních voláčů je nejpočetnější, zahrnuje především původně selská užitková plemena, z nichž dodnes jsou některá vhodná i k okrasně užitkovému chovu, jako je durynský voláč, elstr, český voláč sivý a český stavák, moravský morák, moravský voláč sedlatý, moravský bělohlávek, německý stavák, slezský voláč, štarvický stavák, slovenský voláč či štajgr.
Plemen zakrslých voláčů je málo. Patří mezi ně brněnský voláč a dále anglický voláč zakrslý. Na pomezí mezi zakrslými a středními voláči se nachází voláč voorburský. Zvláštním plemenem co se tvaru těla týče je amsterodamský balonový voláč.

### Podle výšky nohou

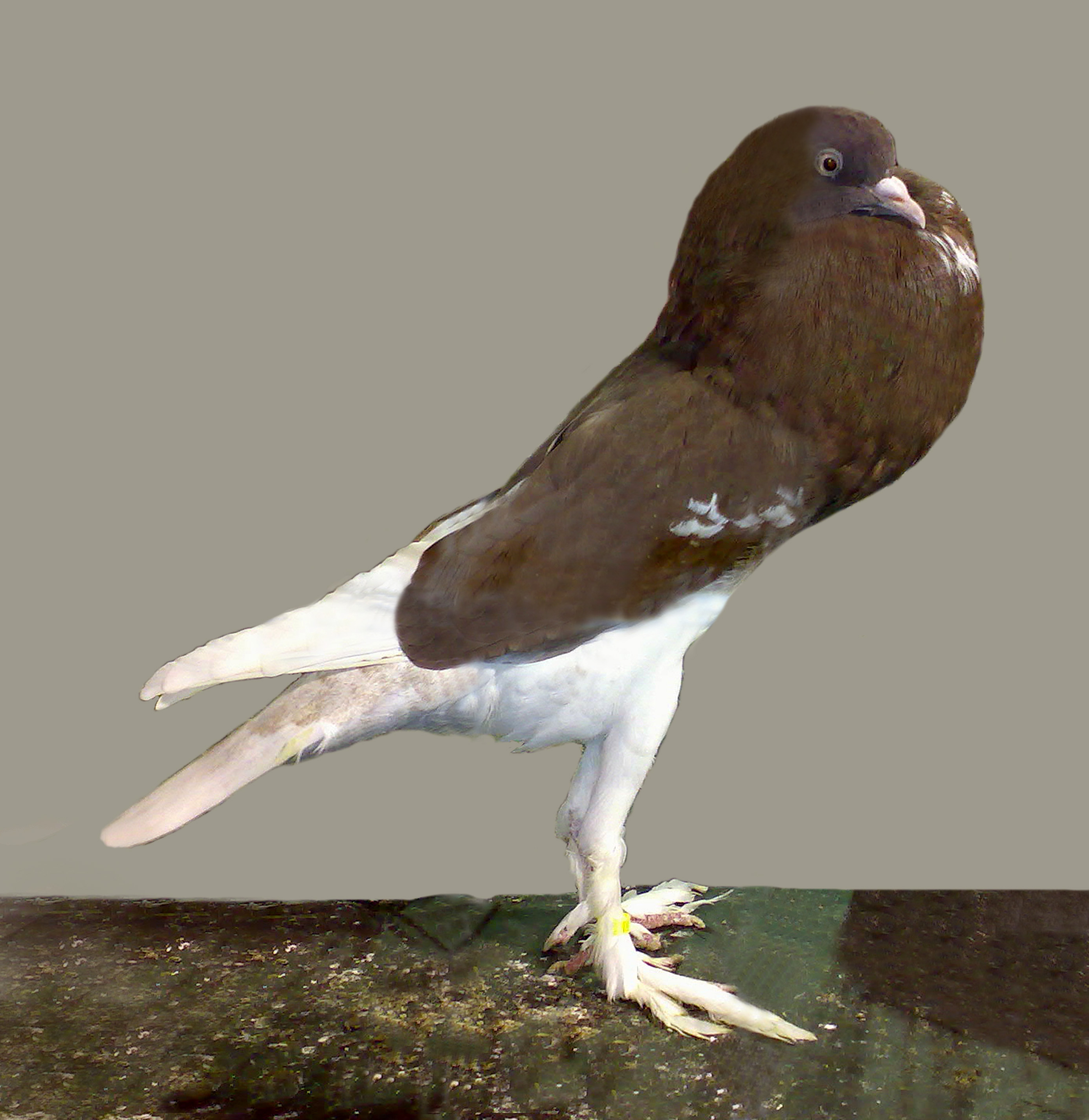
Anglický voláč hnědý

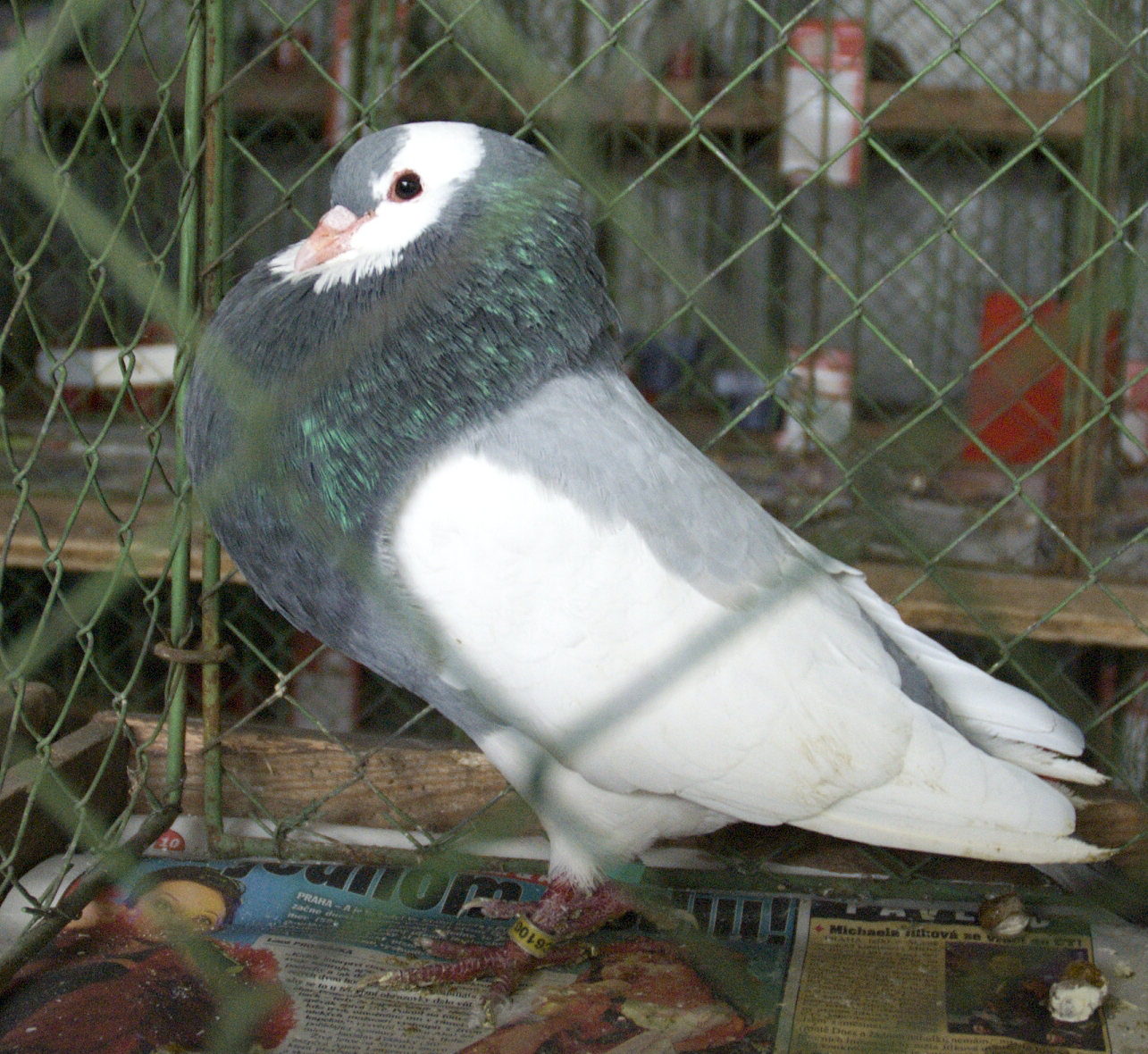
Český stavák modrý sedlatý

Podle výšky nohou se voláči dále dělí na tři velké skupiny plemen: na voláče vysokonohé, voláče nízkonohé a voláče střední. Vysokonozí voláči jsou, co se vzhledu týče, nejprošlechtěnějšími voláči. Jsou to ptáci chovaní pouze v okrasném chovu a z voláčů jsou chovatelsky nejnáročnější. Typickým znakem vysokonohých voláčů je vzpřímená, útlá postava a velice dlouhé nohy. Podle velikosti se vysokonozí voláči dále dělí na velké a malé. Nejmenším zástupcem malých vysokonohých voláčů je brněnský voláč, který je hojně rozšířený i ve světě, o málo větší je zakrslý anglický voláč. Mezi velké vysokonohé voláče patří především anglický voláč velký a voláč sedlatý rousný, dále hanácký voláč a pomořanský voláč.
Nízkonozí voláči nejsou příliš početnou skupinou. Jedná se o plemena velká, kde krátké nohy opticky prodlužují postavu ptáků a zvýrazňují tak jejich mohutnost. Mezi nízkonohé voláče se řadí staroněmecký voláč a maďarský voláč.
Střední voláči mají mezi plemeny voláčů nejen středně dlouhé nohy a jsou to většinou i středně velcí voláči. Jedná se obvykle o chovatelsky nenáročná plemena, která kromě chovu okrasného mohou uplatnit i svou užitkovost v extenzivním chovu. V České republice se jedná o nejčastěji chované voláče.
Mezi střední voláče patří cášský, hesenský a norvičský voláč, moravský sedlatý, slezský a slovenský voláč, moravský morák, nebo český voláč sivý.
Ke středním voláčům patří i skupina staváků: staváci jsou holubi, pro které je (kromě volatosti) typický i zvláštní způsob letu, tzv. stavění. Holub v letu silně zatleská křídly, přitiskne křídla nad tělem k sobě a propadne se i o několik metrů k zemi. Opět nabírá výšku s hlasitým tleskáním. Mezi staváky se řadí známý český stavák. Jeho německé verze, německý stavák, štajgr a chocholatý štarvický stavák však již schopnost stavění ztratili.

### Jiné skupiny voláčů

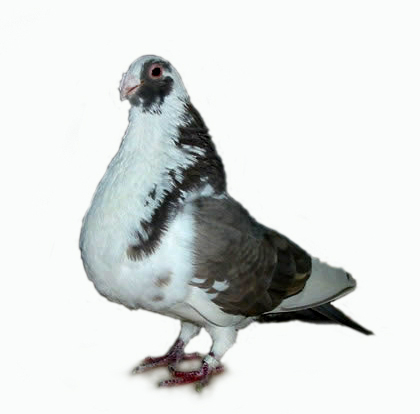
Španělský voláč granadino, šedohnědý tygr

Balónový voláč je typický utvářením těla, které společně s velkým kulovitým voletem a dozadu zvráceným krkem dává celému ptákovi tvar koule. Krázkozobí voláči mají tzv. podvěsné vole, vyvinuté jen v dolní části u hrudi ptáka. Tito voláči se chovají především ve Španělsku, odkud pochází většina těchto holubů, ke zvláštnímu druhu holubího sportu. Holubi pronásledují a nahánějí holubice do svého holubníku a v soutěžích se hodnotí, kolik holubic bylo takto za sezónu "ukradeno".

## Česká plemena voláčů
Několik plemen voláčů pochází z České republiky. Jedná se o českého staváka, který je nejčastěji chovaným plemenem holuba domácího v Česku, brněnského voláče, hanáckého voláče, podle kterého vznikl bavorský voláč, českého voláče sivého, moravského voláče sedlatého, moravského bělohlávka, moravského moráka a slezského voláče.
| Plemeno                | Fotografie                         | Podskupina               | číslo EE |
| ---------------------- | ---------------------------------- | ------------------------ | -------- |
| Brněnský voláč         | Brněnský voláč bílý                | Vysokonohý zakrslý voláč | 0330     |
| Český stavák           | Český stavák sedlatý modrý kapratý | Střední voláč            | 0345     |
| Český voláč sivý       | Český voláč sivý kapratý           | Střední voláč            | 0325     |
| Hanácký voláč          |                                    | Vysokonohý velký voláč   | 0314     |
| Moravský bělohlávek    |                                    | Střední voláč            | 0321     |
| Moravský morák         |                                    | Střední voláč            | 0312     |
| Moravský voláč sedlatý |                                    | Střední voláč            | 0311     |
| Slezský voláč          | Slezský voláč lysý modrý pruhový   | Střední voláč            | 0323     |

### Voláči v českém Vzorníku plemen holubů

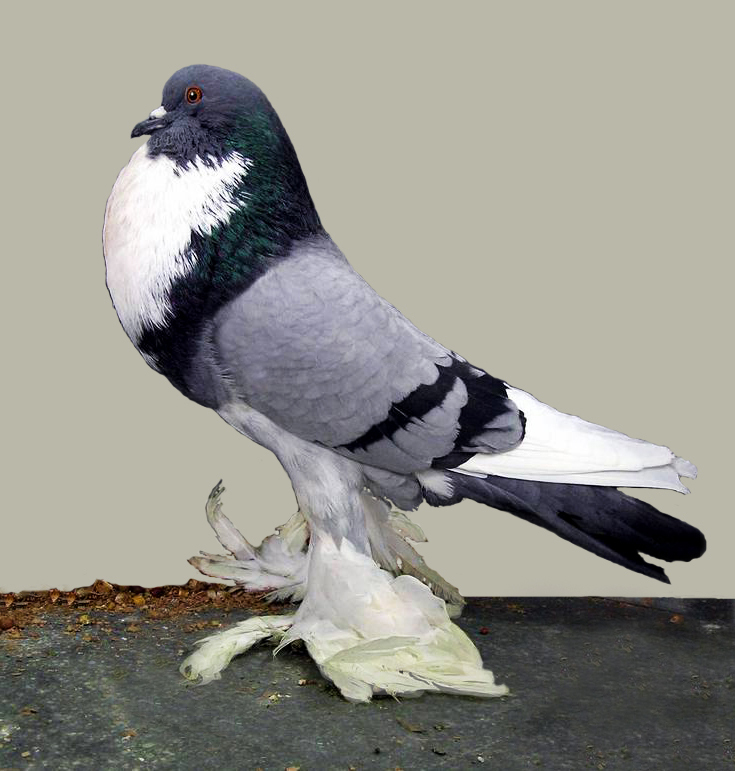
Pomořanský voláč modrý pruhový

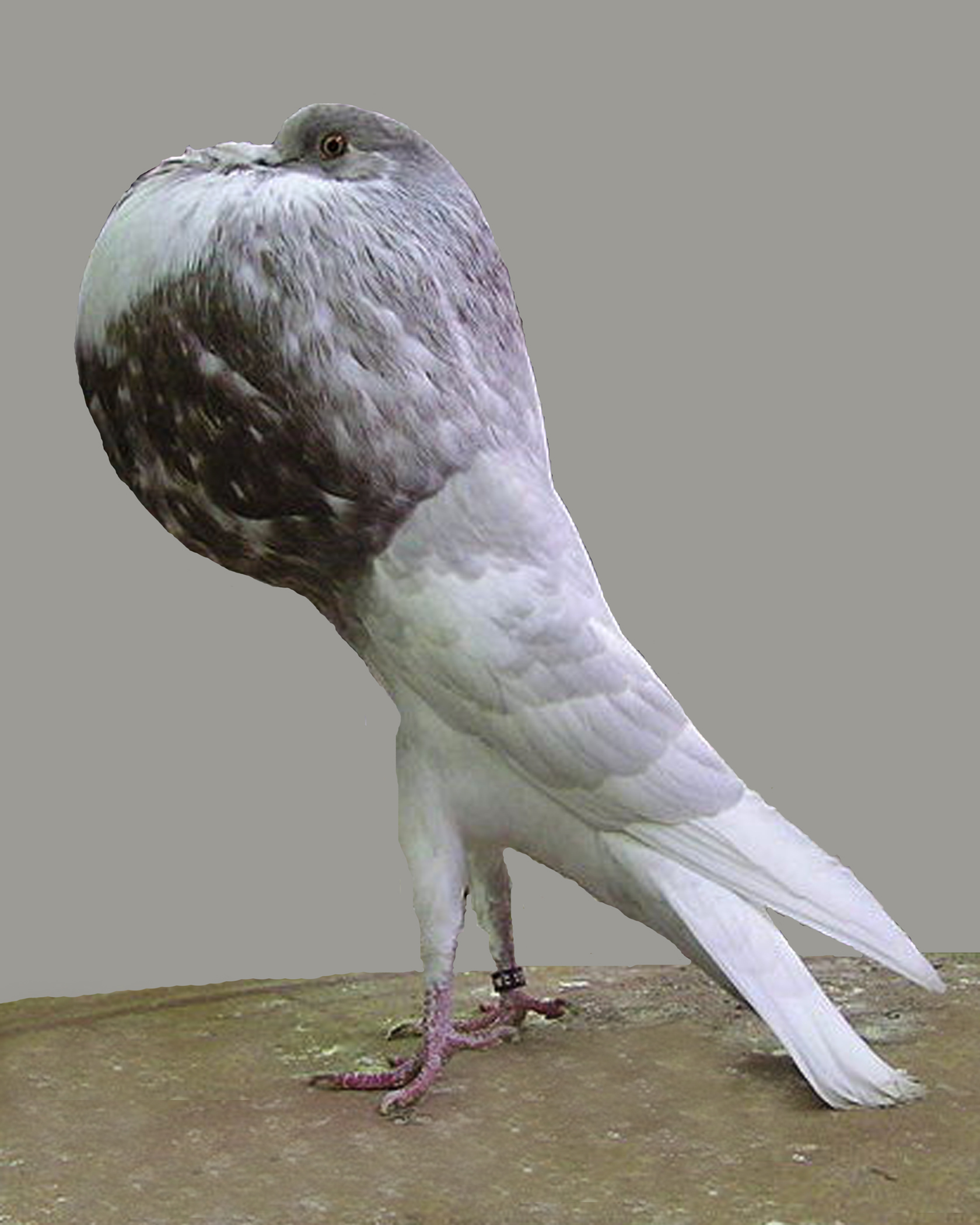
Norvičský voláč popelavě červený

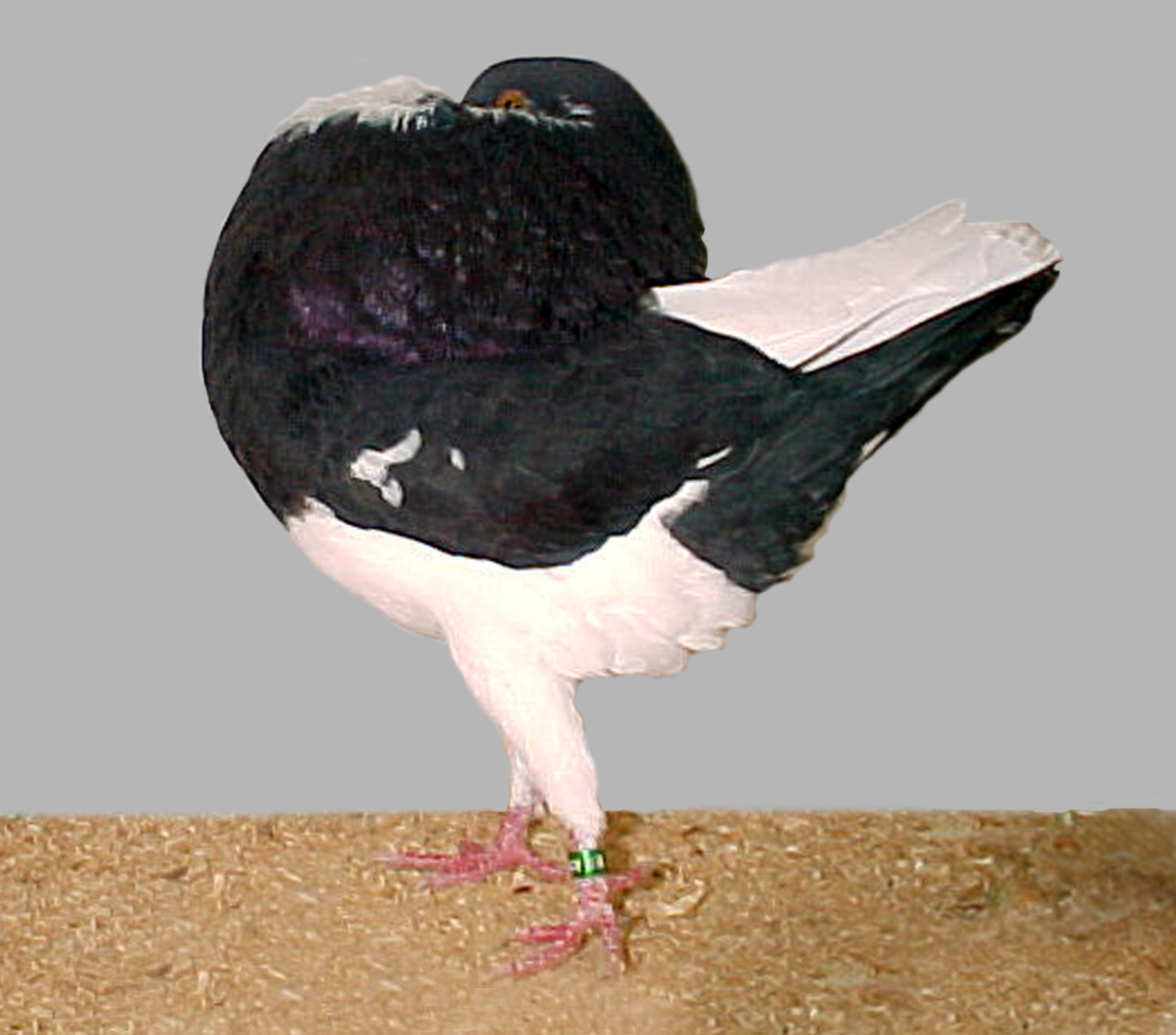
Amsterodamský balonový voláč černý s anglickou kresbou

V českém vzorníku plemen holubů z roku 1993 jsou uvedena následující plemena voláčů:
- 8 VOLÁČI
  - 8.1. Nízkonozí
    - Staroněmecký voláč
    - Maďarský voláč

  - 8.1. Vysononozí
    - Brněnský voláč
    - Voláč štítník
    - Anglický a zakrslý anglický voláč
    - Francouzský voláč
    - Voláč sedlatý rousný
    - Hanácký voláč
    - Pomořanský voláč
    - Saský voláč

  - 8.3. Střední
    - Cášský voláč
    - Norvičský voláč
    - Hesenský voláč
    - Slovenský voláč
    - Voláč morák
    - Slezský voláč
    - Bělokřídlý voláč
    - Voláč sedlatý
    - Voláč bělohlávek
    - Durynský voláč
    - Voláč sivý
    - Český stavák
    - Chocholatý stavák
    - Štajgr

  - 8.4. Balonoví
    - Balonový voláč